# بیلی سودن
بیلی سودن (انگلیسی: Billy Sowden؛ 8 december 1930 – ۱۳ نوامبر ۲۰۱۰) بازیکن فوتبال اهل بریتانیا بود.
از باشگاه‌هایی که در آن بازی کرده‌است می‌توان به باشگاه فوتبال آلترینچام، باشگاه فوتبال مکلسفیلد تاون، باشگاه فوتبال استوک‌پورت کانتی، باشگاه فوتبال چسترفیلد، و باشگاه فوتبال منچستر سیتی اشاره کرد.